# Sibila de Lusignan
Sibila de Lusignan (octubre/noviembre de 1198-aprox. 1230 o 1252) fue la hija de Aimerico de Chipre e Isabel de Jerusalén. Fue miembro de la casa de Lusignan.
Fue la segunda esposa del rey León I de Armenia, se casó en 1210, con quien tuvo una hija, Isabel de Armenia.  Reclamó el trono de Armenia para sí misma después de la muerte de su marido, que había dejado el trono a su pequeña hija, pero fue exiliada por el regente Constantino de Baberon.